# 中国佛教 (百科全书)
《中国佛教》是一套中国佛教协会主持编写的佛教百科全书。1955年，斯里兰卡为纪念释迦牟尼佛涅槃两千五百年，发起编纂英文版的佛教百科全书，中华人民共和国总理周恩来受斯里兰卡总理之托，由中国佛协组织人力编写、翻译。当时汉文条目共写成四百多篇，约二百多万字，但将部分英译稿寄往斯里兰卡後，中文版一直没有出版。直到1980年代初，才得以由東方出版中心（原中国大百科全书出版社上海分社）陆续出版，共有四册，主要内容包括：
- 第一册：中国佛教史略、中外佛教关系史略、中国佛教宗派源流；
- 第二册：中国佛教人物、中国佛教仪轨制度；
- 第三册：中国佛教经籍；
- 第四册：中国佛教经籍（续）、中国佛教教理。

2004年，中国佛教的第五册由中国社会科学出版社出版，主要内容包括：
- 第五册：佛教与中国文化、藏经、石窟、佛塔。

该书作者不少是高僧大德，比如法尊法师、隆莲法师，还有一些著名的佛教学者，比如吕澂等，所以此套书籍被看作比较权威的中国佛教百科全书。